# ولينغيوان
منطقة ولينغيوان Wǔlíngyuán (بالصينية:武陵源) في الصين هي منطقة تقع في ولاية هونان وتتميز بتضاريس رائعة الجمال، ويحب سياح كثيرون زيارتها والاستمتاع بجمالها.
تتميز المنطقة بتضاريس ذات أعمدة صخرية من الحجر الجيري، يبلغ ارتفاع بعضها 200 متر وتغطيها الخضرة.
تتبع منطقة ولينغيوان مدينة «زهانغجياجي» التي تبعد نحو 270 كيلومتر من عاصمة الولاية تشانغشا.
اشتهرت تلك منطقة ولينغيوان بصفة خاصة حيث استوحى فيلم «أفاتار» احداثه من طبيعة تلك المنطقة.
احداثياتها الجغرافية: 29°16'–29°24'N, 110°22'–110°41'O.
في عام 1992 ضمتها اليونسكو إلى قائمة التراث العالمي..

## معرض صور

Panorama of the Five Fingers Peak of Huangshizhai

## اقرأ أيضا
- بحيرة باوفينغ
- الجسر الزجاجي (زانغجياجي)
- بكين
- زناغجياجي
- هونان